# Boulevard Ketagalan
Le boulevard Ketagalan (chinois traditionnel : 凱達格蘭大道 ; pinyin : Kǎidágélán Dàdào) est une artère urbaine située dans le district de Zhongzheng à Taipei, Taïwan, entre le palais présidentiel et la Porte Est (東門). Elle mesure 400 mètres de long.

## Histoire
L’ancien nom de voie de circulation est la route Chieh-shou (介壽路, Jièshòu Lù), Chieh-shou signifiant « Longue vie à Tchang Kaï-chek ». Le 19 mai 1989, un activiste prodémocratie appelé Chan I-hua s’immole pour protester contre le refus des funérailles de son compagnon Cheng Nan-jung. Le 21 mars 1996, alors que Chen Shui-bian est maire de Taipei, la route Chieh-shou est renommé boulevard Ketagalan et la place l’entourant prend l’appellation de square Ketagalan, en l’honneur des aborigènes Ketagalan qui étaient originaires de ce lieu. Aujourd’hui, le boulevard Ketagalan est un des centres de la vie politique taïwanaise car de nombreuses manifestations y sont organisées.
Sous la loi martiale, les piétons marchant face au Palais présidentiel devaient garder la tête baissée. Les motos et bicyclettes ne pouvaient pas emprunter la route Chieh-Shou ni la section de la Chongqing South Road longeant le palais. Quand la route Chieh-Shou a été renommée boulevard Ketagalan, les restrictions de circulation ont été levées. Quand la décision de rebaptiser la rue a été faite, il a été précisé qu’il ne s’agissait en aucun cas d’une quelconque forme de manque de respect envers Tchang Kaï-chek.
Le boulevard Ketagalan et l'aire entre le Palais présidentiel et la Porte Est est un emplacement populaire pour les rassemblements politiques. Par exemple, après l’élection présidentielle de 2004, les partisans de la coalition pan-bleue qui n’étaient pas satisfaits des résultats ont protesté à cet endroit pendant une semaine tout entière. En 2017, la manifestation des indigènes du boulevard Ketagalan (en), demandant plus de droits pour les populations aborigènes, s’est élancée de Ketagalan Boulevard.

## Point d’intérêts
Le boulevard Ketagalan mesure 400 mètres de long. Le long de la rue se trouvent trois bâtiments, deux parcs et deux emplacements de parking. Parmi eux, on peut citer :
- Taipei Guest House
- Ministère des Affaires étrangères
- Parc du Mémorial de la Paix 228
- Parc Jieshou (en) dédié à Lin Sen, président de la république de Chine entre 1931 et 1943